# سلوك الإنسان الجنسي
النشاط الجنسي بين الناس هو نوع من الودّ الحسّي الفطري، يمارس لأسباب عديدة مثل الإنجاب، الروحانية، تعبير عن العشق أو الاستمتاع كي تشبع الشهوة، الشهوة للجنس هو من أحد الدوافع الأساسية لسلوك الإنسان. لكل ثقافة أنواع عديدة من الأساليب كي يصل الشخص إلى الجنس.
السلوك الجنسي للإنسان هو السلوك المستخدم لدى الإنسان حين ينشد عن خليل جنسي، وحين يقبل بزيادة الخلائل، وبناء علاقات، تعبير عن العشق، واللقاء الجنسي.

## الأنشطة الجنسية البشرية

### مدى المفهوم
السلوك الجنسي تعبير شامل، يتحدث عن السلوك المعروف عامةً والسلوك غير المعروف كذلك، ولذلك يشمل السلوك الجنسي كل من العلاقات الجنسية خارج الزواج أو العلاقات الزوجية وحتى الإغتصاب أو الاعتداء الجنسي.

### الجنس والحس
ليس هناك فارق واضح بين الاستمتاع الجنسي واللاجنسي للتحسس من جسم شخصاً آخر . مثلاً، مسك الأيادي قد يكون له مفهوم جنسي وقد لا يكون له ذلك، حسب الثقافة والحالة.
عادةً، الجنس يتعلق بـ:
- الجسم، خاصّة الأعضاء الجنسية.
- تعبير الجسم للإثارة الجنسية.
- الإحساس الشخصي.

### علاقات جنسية
الآراء والطبع تختلف حسب إذا المفروض أن يكون هناك علاقة عاطفيه من نوع ما كشيء قبل الجنس.
الإنسان يستخدم الجنس للتكاثر وللحفاظ على العلاقات الاجتماعية. وقد يختلف النشاط الجنسي فيكون بين أشخاص من نفس الجنس أو من كلا الجنسين المختلفين. لكن البعض، خاصةً اللقاء الجنسي المهبلي، يكون بين شخصين من الجنسين المختلفين فقط، وغير ذلك، مثل اللقاء الجنسي المثلي يكون بين أشخاص من نفس الجنس كالمثلية الجنسية.

### جوانب ثقافية
كما بالأساليب الأخرى، الفكر العالي لدى الإنسان والمجتمعات المعقدة جعلت لسلوك الإنسان الجنسي تعقيد أكثر من أي حيوان آخر. الكثير من الناس يتجاربون النشاطات المختلفة الجنسية على مدى حياتهم، لكن يمارسون القليل منهم بالتتابع. لكن المجتمعات تجعل لبعض النشاطات الجنسية كنشاط لا محل له، بسبب الشخص الباطل، أو النشاط الباطل، أو المكان أو الوقت الباطل إلخ. بعض الناس يمارسون الجنس بعادة، لكن آخرين قد يمتنعون من الجنس لأسباب عديدة (العفة). تاريخياً بعض المجتمعات والديانات لاتعتبر للجنس محل في المجتمع إلا بالزواج. وما زالت الآراء أن الجنس قد يقل من ثمنه للمجتمع والناس إذا مارسه الناس خارج علاقات عاطفية طويلة المدى، لكن على مدى الثورة الجنسية صار هناك تقبل أكبر للجنس خارج الزواج في المجتمعات المعاصرة.

### طبع وأعراف اجتماعية
الأعراف الاجتماعية تتحكم بالسلوك الجنسي للإنسان. وهناك نشاطات جنسية تكون غير قانونية في بعض المجتمعات، مثل الاغتصاب، والمثلية الجنسية، وزنا المحارم) بعض الناس قد يمارسوا النشاطات الجنسية كتجارة مثل الدعارة، والجنس الهاتفي، والرقص الجنسي، وغيره من النشاطات. تقريباً كل المجتمعات تعتبر الجنس غير المرغوب به والاغتصاب جريمة يعاقب عليها القانون.

### أنواع العلاقات
العلاقات الجنسية لها أشكال عديدة:
- علاقة متفقة (الأصدقاء بنفع): العلاقة المتفقة (أو الأصدقاء النافعين أو أصدقاء الجنس) نوع من العلاقة العاطفية والجنسية بين شخصين غير متزوجين الذين يمارسون الجنس أو شيء قريب من الجنس دون الطلب لعلاقة أكبر من قبل العاطفة.

العلاقات المتفقة قد تكون لوقت محدد، ويفرق من الجنس المتفق الذي لا يزداد يراد بعده أي نوع من العلاقة. الكثير من العلاقات المتفقة قد تشمل العشق، الموجود في العلاقات الغرامية الأخرى. بعض العلاقات المتفقة قد تصبح علاقات ذو مدى طويل، على مر الوقت.
- زواج أو أي علاقة طويلة المدى.
- علاقات ثانوية من العلاقة الأساسية.
- الدعارة.

كل هذه الأنواع قد تكون علاقات جهرية أو لا، وقد يكون فيها الولاء أو لا.
يكون هناك نوع من النشاطات الجنسية التي لا تتطلب شخصا آخر:
- الاستمناء
- التخيل الجنسي [بحاجة لمصدر]
- الأوثان العديدة[بحاجة لمصدر]

## روابط خارجية
- سلوك الإنسان الجنسي على موقع EncyclopediaOfSurfing.com (الإنجليزية)